# Абакашис
Абакашис (порт. Rio Abacaxis) — річка у Південній Америці, в північній Бразилії (штат Амазонас), права притока річки Мадейри. Належить до водного басейну Амазонки.

## Географія
Річка бере свій початок в південно-східній частині штату Амазонас, майже на кордоні із штатом Пара, недалеко від міста Віла-Порто Франко і повністю протікає у східній частині цього штату. Тече у північному напрямку, між басейнами річки Тапажос на сході та річки Кануман (Сукундурі)  на заході. Впадає у рукав Мадейри — Парана-Урарія (Кануман) за 85 км по руслу від місця його відгалуження від основного русла Мадейри. Ділянка суші, яка обмежена основним руслом Мадейри, рукавом Парана-Урарія та руслом Амазонки, утворює острів Тупінамбаранас (11 850 км² — 66-й у світі за розміром).
Річка Абакашис має довжину 610 км. Живлення дощове.

## Населенні пункти
Найбільші населенні пункти на берегах річки: Усайна-Сан-Франциско, Інайжа, Віла-Саґрадо.

## Притоки
Річка Абакашис на своєму шляху приймає воду багатьох приток, найбільші із них (від витоку до гирла):
- Курайя (права, ~ 145 км)
- Мірімарі (ліва, ~ 245 км)